# 田園 (弘前市)
田園（でんえん）は、平成に入ってから成立した青森県弘前市の地名。郵便番号は036-8086。

## 地理
- 腰巻川沿い東側に位置し、中央部を青森県道128号松木平撫牛子停車場線が縦貫する。隣接する早稲田と同様、平成に入ってから成立した、城東地区で比較的新しい町で、新興住宅地・住宅分譲地である。
- 一丁目から五丁目まであり、北は福田、東は早稲田、南は高田、西から北にかけて末広に接する。

## 世帯数と人口
2017年（平成29年）6月1日現在の世帯数と人口は以下の通りである。
| 丁目       | 世帯数  | 人口    |
| ---------- | ------- | ------- |
| 田園一丁目 | 209世帯 | 481人   |
| 田園二丁目 | 97世帯  | 199人   |
| 田園三丁目 | 123世帯 | 315人   |
| 田園四丁目 | 196世帯 | 523人   |
| 田園五丁目 | 55世帯  | 125人   |
| 計         | 680世帯 | 1,643人 |

## 施設

### 医療
- さとう耳鼻咽喉科医院

### 商業
- ファミリーマート弘前田園店
- 弘前東奥日報販売(株)

### 公共
- 弘前市東部児童センター

## 小・中学校の学区
市立小・中学校に通う場合、学区は以下の通りとなる。
| 町丁       | 番・番地 | 小学校             | 中学校           |
| ---------- | -------- | ------------------ | ---------------- |
| 田園一丁目 | 全域     | 弘前市立東小学校   | 弘前市立東中学校 |
| 田園二丁目 | 全域     | 弘前市立東小学校   | 弘前市立東中学校 |
| 田園三丁目 | 全域     | 弘前市立東小学校   | 弘前市立東中学校 |
| 田園四丁目 | 全域     | 弘前市立福村小学校 | 弘前市立東中学校 |
| 田園五丁目 | 全域     | 弘前市立福村小学校 | 弘前市立東中学校 |

## 交通
- 弘南バス
  - 田園（城東環状100円バス）停留所。
  - 田園、中央福田（弘前駅 - 福田・さくら野弘前店経由 - 弘前駅城東口線）停留所。